# موتور عبدالغفور نارویی
موتور عبدالغفور نارویی روستایی در دهستان بمپور غربی بخش کلاتان شهرستان بمپور استان سیستان و بلوچستان ایران است.

## جمعیت
بر پایه سرشماری عمومی نفوس و مسکن در سال ۱۳۹۵ جمعیت این روستا کمتر از ۳ خانوار بوده‌است.